# Aglantha digitale
Aglantha digitale is een hydroïdpoliep uit de familie Rhopalonematidae. Aglantha digitale werd in 1776 voor het eerst wetenschappelijk beschreven door Otto Friedrich Müller.

## Beschrijving
Aglantha digitale is een kleine, transparante hydroïdpoliep met een maximale hoogte van 4 cm. De bel is vingerhoedvormig, groter dan breed, en heeft een kleine conische uitstulping aan de top. Er zijn ongeveer tachtig slanke stevige marginale tentakels aan de rand van de bel. Acht knotsvormige statocysten bezetten de belrand tussen de acht radiale kanalen. De maagsteel bungelt in de bel en de mond aan het uiteinde van het kleine manubrium heeft vier eenvoudige lippen. Volwassen individuen hebben acht witte, worstvormige geslachtsklieren die zichtbaar zijn door de bel. Deze poliep heeft meestal een roze tint.

## Verspreiding en leefgebied
Aglantha digitale is de meest voorkomende kwallensoort die wordt aangetroffen in oppervlaktewateren in het noordpoolgebied en subarctisch gebied tot aan de Noordzee en het Skagerrak. Het komt voor boven de continentale helling, maar is meer algemeen over de diepe oceaan en komt zelden voor op een diepte van meer dan 200 meter.

## Ecologie
Onder de bekende kwallen is Aglantha digitale uniek omdat ze gigantische axonen hebben in de subumbrella (het concave binnenoppervlak van de bel) die betrokken zijn bij een snelle ontsnappingsreactie. Normaal gesproken zwemt de hydroïdpoliep door langzaam met zijn bel te pulseren, bewegingen die worden veroorzaakt door spiersamentrekkingen die water door de velaire opening uitstoten. Wanneer het dier echter wordt gestimuleerd door de belrand te manipuleren, of door in een marginale tentakel te knijpen of te trekken, reageert het zeer snel en produceert het tot drie krachtige samentrekkingen die het een afstand van ongeveer vijf lichaamslengtes voortstuwen. In zijn pelagische habitat houdt deze hydroïdpoliep zich op tussen relatief snel bewegende schaaldieren, vislarven en pijlwormen in een verdringende dagelijkse verticale migratie, en waarbij de ontsnappingsreactie kan het helpen om schade aan zijn fragiele weefsels te voorkomen. Waarnemingen van onderwatervaartuigen hebben aangetoond dat de hydroïdpoliep zich op deze manier gedraagt.